# Blaich
Blaich (Schots-Gaelisch: Blàthaich) is een dorp in de Schotse lieutenancy Inverness in het raadsgebied Highland op de zuidelijke oever van Loch Eil in de buurt van Fort William.